# Stjernholms amt
Stjernholms amt (danska: Stjernholm Amt) var ett amt på den sydöstra delen av halvön Jylland i sydvästra Danmark. Den enda staden i amtet var Horsens. Amtet administrerades dock från staden Århus, som trots att den inte ingick i amtet utgjorde residensstad.

## Administrativ historik
Stjernholms amt bildades när Danmarks län ersattes av amt 1662 och ersatte då det dåvarande slottslänet Stjernholms län.
Amtet upphörde i samband med amtsreformen 1793 då det, tillsammans med Koldinghus amt, blev en del av det då nybildade Vejle amt. Sedan kommunreformen 2007 tillhör huvuddelen av området Region Mittjylland, medan en mindre del (Engums socken) tillhör Region Syddanmark.

## Härader
Stjernholms amt omfattade tre härader:
- Bjerre härad
- Hattings härad
- Nims härad